# Clemens Tönnies

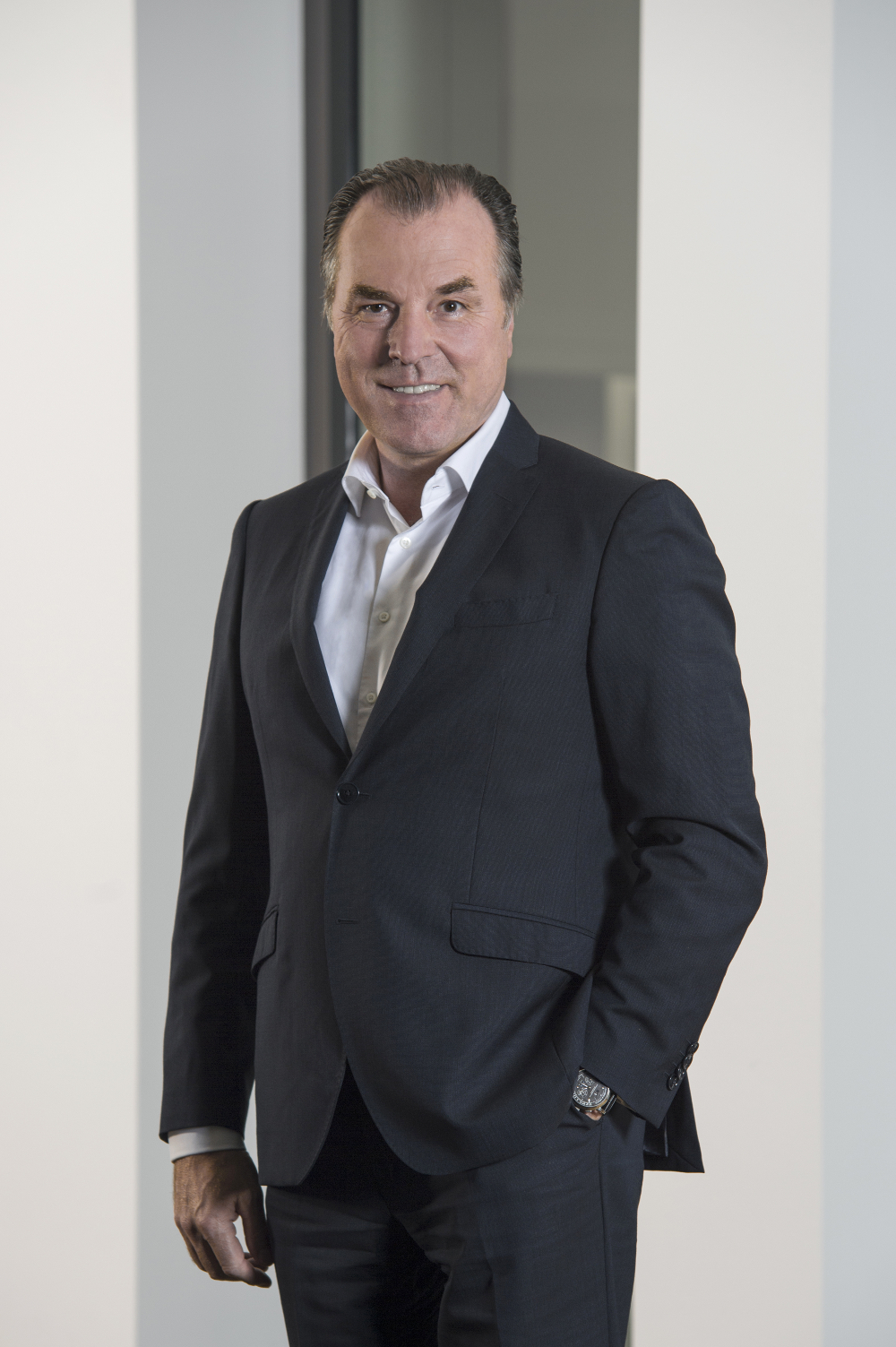
Clemens Tönnies, Miteigentümer und Geschäftsführer der Tönnies Holding (2017)

Clemens Tönnies (ˈkleːmɛns ˈtœnjəs, * 27. Mai 1956 in Rheda, heute Ortsteil von Rheda-Wiedenbrück) ist ein deutscher Unternehmer. Er ist Miteigentümer der Unternehmensgruppe Tönnies Holding und war von 2001 bis 2020 Aufsichtsratsvorsitzender des FC Schalke 04.

## Leben

### Herkunft
Tönnies wurde als Sohn des Metzgers Klemens Tönnies und dessen Frau Maria im ostwestfälischen Rheda geboren. In seiner Geburtsurkunde ist der Vorname mit der Schreibweise Klemens eingetragen.
Er wuchs mit sechs Geschwistern in Rheda auf. Sein vier Jahre älterer Bruder Bernd (1952–1994) gründete die Tönnies-Unternehmensgruppe, in der sowohl Clemens als auch Schwester Annette (geb. Tönnies, später Herrmann) mitarbeiteten. Schwester Andrea Tönnies betreibt in Rheda-Wiedenbrück einen Juwelierhandel.

### Ausbildung
1970 schloss Clemens Tönnies die Volksschule ab. Anschließend absolvierte er bis 1976 eine Ausbildung zum Fleischer und Kaufmann, obwohl er zunächst Radio- und Fernsehtechniker werden wollte. Von 1976 bis 1978 absolvierte er eine Weiterbildung zum Fleischtechniker in Kulmbach.

### Familie

Logo der Tönnies-Unternehmensgruppe

Clemens Tönnies ist in zweiter Ehe mit Margit Tönnies verheiratet und lebt in Rheda-Wiedenbrück. Gemeinsam haben sie zwei Kinder: Maximilian Bernd Tönnies und Julia Tönnies. Maximilian Tönnies ist Manager der zur Tönnies-Unternehmensgruppe gehörenden Zur-Mühlen-Gruppe. Julia Tönnies ist in dem Tochterunternehmen Asset Immobilien GmbH in der Immobilienbranche tätig.
Mit seinen Neffen Robert Tönnies und Clemens Tönnies Jr. führte Clemens Tönnies das Familienunternehmen nach dem Tod von Bruder Bernd Tönnies weiter.
Clemens Tönnies’ Schwager Daniel Nottbrock, der Bruder von Ehefrau Margit Tönnies, war bis August 2021 Finanzchef der Tönnies-Unternehmensgruppe und ist aktuell im Beirat der Unternehmensgruppe sowie Geschäftsführer des Tochterunternehmens Asset Immobilien GmbH.

### Freizeit
Clemens Tönnies geht seit 1960er-Jahren auf die Jagd. Im Jahr 1986 machte er einen Jagdschein und jagte zunächst im Sauerland und im Westerwald. Seit den 1990er-Jahren besitzt Clemens Tönnies ein gut 1000 Hektar großes Jagdrevier in Ribnitz-Damgarten in Mecklenburg-Vorpommern. Außerdem unternimmt er Jagdausflüge unter anderem nach Afrika.
Außerdem ist Clemens Tönnies Golfspieler. Sein Heimclub ist der Westfälische Golf-Club Gütersloh. Daneben ist er Mitglied im Business-Club des Eagles Charity Golf Club.

## Unternehmertum

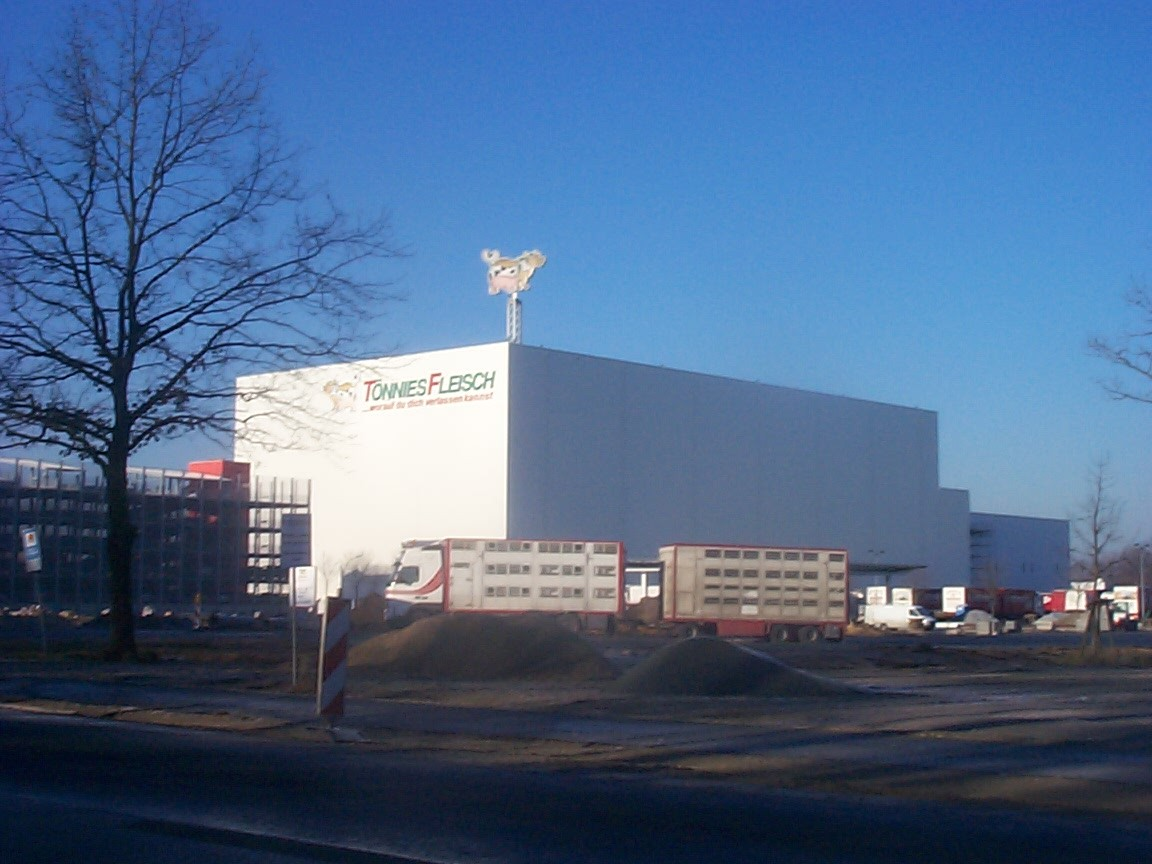
Tönnies-Schlachthof in Rheda-Wiedenbrück

Sein älterer Bruder Bernd Tönnies gründete 1971 ein Unternehmen für Fleisch- und Wursthandel in Rheda, siehe Tönnies Holding. Clemens Tönnies stieg kurz darauf ebenfalls in das Unternehmen ein. Gemeinsam bauten sie in den 1970er-Jahren die B. & C. Tönnies Fleischwerk GmbH & Co. KG (heute Tönnies Holding) auf, die zu einem der größten Fleischproduzenten Europas wurde.
1982 erhielt Clemens Tönnies von seinem Bruder eine Beteiligung von 40 % am Unternehmen. 1994 starb Bernd Tönnies im Alter von 42 Jahren nach einer Nierentransplantation. Bernd Tönnies hinterließ seine Beteiligung von 60 % am Unternehmen seinen zwei Söhnen Robert (* 1978) und Clemens jun. In seinem Testament verfügte Bernd Tönnies, dass die Gesellschaftsanteile der zu dem Zeitpunkt noch minderjährigen Söhne bis zu deren 30. Geburtstag unter Aufsicht eines Testamentsverwalters stehen sollten. Diese Funktion übernahm Josef Schnusenberg bis zum 30. Geburtstag von Robert Tönnies im Jahr 2008. Clemens Tönnies übernahm die Geschäftsführung und verantwortet seitdem die Konzernentwicklung.
Bernd Tönnies hatte auf dem Sterbebett außerdem den Wunsch geäußert, dass seine Söhne jeweils 5 Prozentpunkte der Anteile an Clemens Tönnies übertragen. Dem kamen die Söhne 2008 nach. Clemens Tönnies verfügte aufgrund einer zuvor getroffenen Vereinbarung über ein Doppelstimmrecht im Kreise der Gesellschafter und daher auch bei Pattsituationen über die Entscheidungsmacht, obwohl er lediglich 50 % und damit keine Mehrheitsbeteiligung besaß.
Clemens jun. übertrug 2012 seine Anteile an Robert Tönnies, sodass von da an Robert Tönnies und Clemens Tönnies jeweils 50 % Anteile besaßen. Um die Unternehmensanteile kam es seitdem wiederholt zum Streit zwischen Clemens Tönnies und Robert Tönnies, der seine 2008 verschenkten 5 Prozentpunkte der Anteile zurückforderte. 2014 erstritt Robert Tönnies vor Gericht eine Aberkennung des Doppelstimmrechts von Clemens Tönnies, sodass beide Gesellschafter ab dem Zeitpunkt über dieselben Mitspracherechte verfügten.
2017 übertrug Clemens Tönnies 5 % seiner Unternehmensanteile an seinen Sohn Maximilian Tönnies.

### Strafverfahren wegen Falschetikettierung (2011)
Ab Dezember 2006 stand Clemens Tönnies und seine Unternehmensgruppe unter dem Verdacht, Lieferanten und Kunden betrogen und illegal Arbeitnehmer überlassen zu haben. Clemens Tönnies stritt die Vorwürfe ab. Im Zuge der weiteren Ermittlungen wurden einige der anfangs im Raum stehenden Vorwürfe fallengelassen. 2011 wurden schließlich Clemens Tönnies sowie zwölf leitende Angestellte wegen der Falschetikettierung von Hackfleisch vor dem Landgericht Essen angeklagt. Das Strafverfahren wurde Ende August 2011 unter Auflage der Zahlung von 2,89 Millionen Euro eingestellt, wovon 900.000 Euro auf Clemens Tönnies persönlich entfielen.

### Bußgeld wegen verschwiegener Unternehmensbeteiligung (2013)
Im Januar 2013 verhängte das Bundeskartellamt gegen Clemens Tönnies ein Bußgeld in Höhe von 90.000 Euro (bei einem Bußgeldrahmen von 100.000 Euro), weil Clemens Tönnies bei der Fusionskontroll-Anmeldung des Erwerbs des Schlachtunternehmens Tummel durch die Tönnies Holding seine Beteiligung an der Zur-Mühlen-Gruppe verschwiegen hatte. Diese Beteiligung war für das Bundeskartellamt von erheblicher Bedeutung bei seiner Entscheidung, den Erwerb von Tummel zu untersagen.

### Aufsichtsratstätigkeit
Clemens Tönnies sitzt im Aufsichtsrat von Handl Tyrol, einem österreichischen Wurstwarenhersteller und langjähriger Abnehmer von Fleisch der Tönnies-Unternehmensgruppe ist.

## Sportfunktionär
Im Jahr 1994 wurde Clemens Tönnies Mitglied des Aufsichtsrates des FC Schalke 04. Zuvor war sein Bruder Bernd Tönnies im Februar 1994 zum neuen Präsidenten des Vereins gewählt worden, das Amt übte er jedoch nur kurze Zeit bis zu seinem Tod im Juli 1994 aus.
Ab 2001 war Clemens Tönnies Vorsitzender des Aufsichtsrats und war maßgeblich am Abbau der Vereinsschulden beteiligt. In seiner Zeit als Aufsichtsratsvorsitzender lieh Clemens Tönnies dem Verein aus seinem Privatvermögen insgesamt 30 Millionen Euro.
Nach dem massiven Corona-Ausbruch im Tönnies-Fleischwerk in Rheda-Wiedenbrück wurde aus Fankreisen des FC Schalke 04 Tönnies’ Rückzug vom Schalker Aufsichtsratsvorsitz gefordert, so bei einer Menschenkette von rund 1000 Anhängern rund um das Vereinsgelände am 27. Juni 2020. Den Rücktrittsforderungen kam Tönnies schließlich am 30. Juni 2020 mit sofortiger Wirkung nach und legte sein Amt als Aufsichtsratsmitglied beim FC Schalke 04 nieder. Neben dem Vorsitz des Aufsichtsrats trat er vom Wirtschafts- und dem Eilausschuss des Klubs zurück.
Darüber hinaus war er 27 Jahre lang erster Vorsitzender des Schützenvereins zu Rheda e. V. von 1833. Im März 2022 gab er sein Amt an seinen Nachfolger ab und wurde einstimmig zum Ehrenvorsitzenden ernannt.

## Vermögen
Das US-Magazin Forbes schätzt das Vermögen von Clemens Tönnies 2021 auf etwa 1,6 Milliarden US-Dollar. Clemens Tönnies und sein Sohn Maximilian Tönnies sind damit die reichsten Deutschen aus der Fleischbranche und belegen Rang 125 der reichsten Deutschen.
Zum Vermögen von Clemens Tönnies zählen unter anderem eine Villa auf Mallorca, eine Stiftung in Liechtenstein sowie das Immobilienunternehmen Asset Investment. Des Weiteren besitzt Tönnies die Erika Boutiquehotel GmbH in Kitzbühel. Tönnies erwarb das Hotel 2018 für 19 Millionen Euro, aufgrund einer coronabedingten Verzögerung der Hotel-Wiedereröffnung erhielt er 375.000 Euro Corona-Hilfsgelder.
Des Weiteren erlangte Clemens Tönnies öffentliche Aufmerksamkeit mit der Vermögensanlage in Cum-Ex-Geschäften, bei denen es sich um Steuerhinterziehung durch mehrfache Erstattung einer einmal abgeführten Kapitalertragsteuer handelt.
Tönnies verklagte daraufhin die Bank J. Safra Sarasin wegen Falschberatung, da diese ihn nicht über die Hintergründe und Risiken der Geldanlage aufgeklärt hätte. Das Schweizer Bundesgericht verurteilt die Bank daraufhin 2020 zu Schadensersatz an Tönnies in Höhe von etwa 900.000 Euro.

## Politik
Clemens Tönnies ist finanzieller Unterstützer der Partei Christlich Demokratische Union Deutschlands. Im Zeitraum von 1998 bis 2017 erhielt die CDU aus dem Privatvermögen von Clemens Tönnies sowie aus den Vermögen seiner Unternehmen insgesamt über 170.000 Euro.

## Kontroversen

### Preisabsprachen (2016)
Im Jahr 2016 konnte das Bundeskartellamt eine Geldbuße an die Tochterunternehmen Böklunder Fleischwarenfabrik und Könecke Fleischwarenfabrik in Höhe von 128 Millionen Euro wegen erwiesener Preisabsprachen im Rahmen des Wurstkartells nicht eintreiben, weil Tönnies die Aktivitäten dieser Firmen auf andere Gesellschaften der Zur-Mühlen-Gruppe übertragen und diese Tochterfirmen anschließend hat liquidieren lassen. Da die Tochterfirmen rechtlich nicht mehr existierten, gab es für die Bußgeldbescheide keinen Adressaten mehr, und die Bußgeldverfahren wurden eingestellt. Dieses Schlupfloch ging als Wurstlücke in die Rechtsgeschichte ein. Als Folge dieser Vorgänge verabschiedete das Bundeskabinett im September 2016 eine Novelle des Gesetzes gegen Wettbewerbsbeschränkungen, um diese Gesetzeslücke zu schließen.

### Rassismus-Debatte (2019)

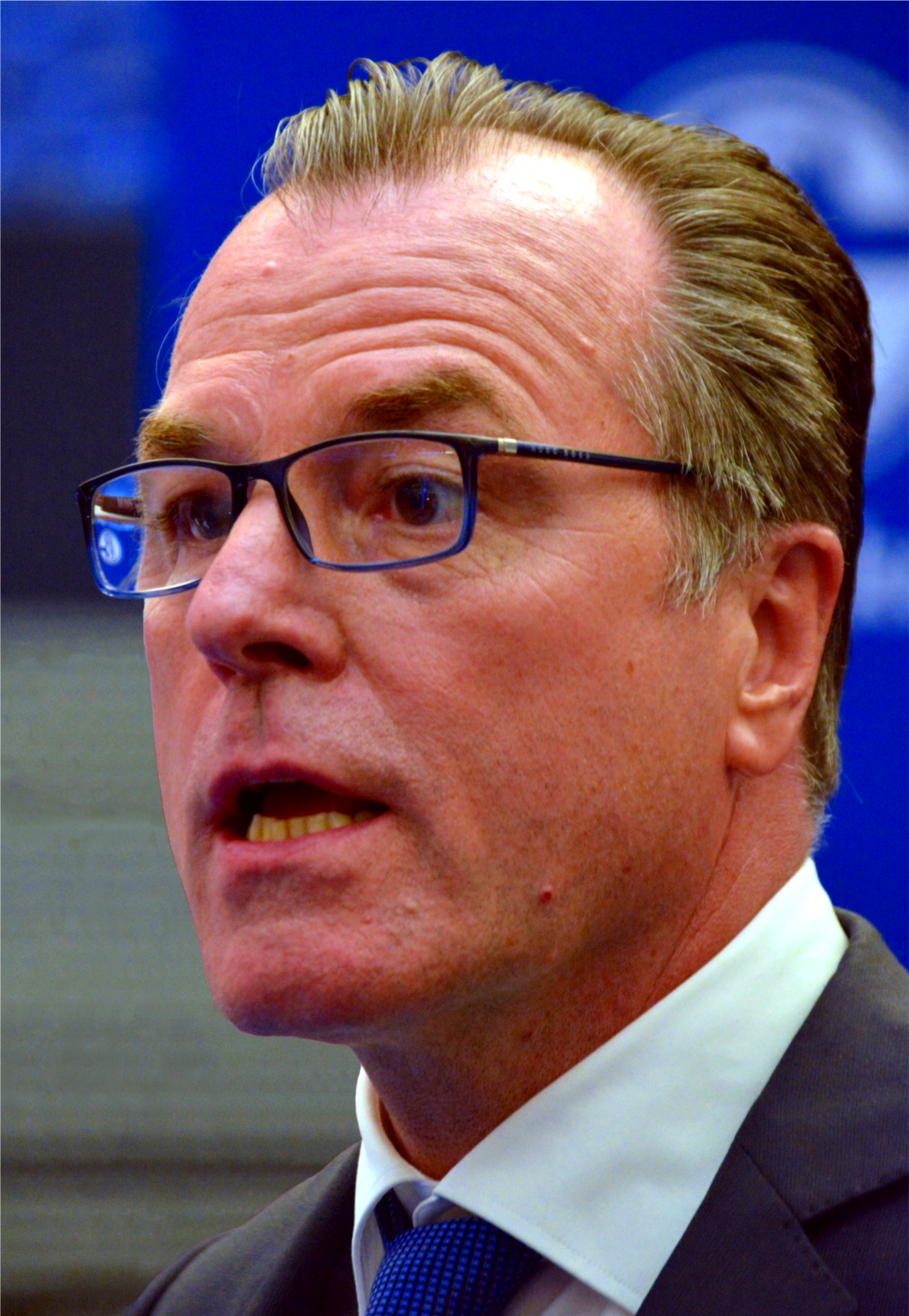
Clemens Tönnies (2016)

2019 sorgte Tönnies mit einer umstrittenen, vielfach als rassistisch kritisierten Aussage beim regionalen Tag des Handwerks Paderborn in Paderborn für einen Eklat. In einem frei gehaltenen Vortrag zum Thema „Unternehmertum mit Verantwortung – Wege in die Zukunft der Lebensmittelerzeugung“ kritisierte er die Idee, bestimmte Steuern für den Kampf gegen den Klimawandel zu erhöhen. Tönnies forderte in dem Vortrag Bundesentwicklungsminister Gerd Müller (CSU) auf:

„Der Bundesentwicklungsminister solle stattdessen Kraftwerke in Afrika finanzieren, der spendiert dann jedes Jahr 20 große Kraftwerke nach Afrika. Dann hören die (Afrikaner) auf, die Bäume zu fällen, und sie hören auf, wenn’s dunkel ist, wenn wir die nämlich elektrifizieren, Kinder zu produzieren.“

Bundesjustizministerin Christine Lambrecht kritisierte die Aussage als „dumpfen Rassismus“. Auch der DFB-Integrationsbeauftragte Cacau und Schalkes Vereinsbotschafter Gerald Asamoah stuften die Äußerung als rassistisch ein, ebenso Maram Stern vom Jüdischen Weltkongress.
Huub Stevens, Sigmar Gabriel und Wolfgang Kubicki hingegen traten dem Rassismus-Vorwurf bald nach Bekanntwerden entgegen. Günter Nooke, Persönlicher Afrikabeauftragter der Bundeskanzlerin, betonte, dass über die von Tönnies angesprochenen „realen Probleme“ wie das Verschwinden des Regenwaldes und die Bevölkerungsentwicklung in Afrika gesprochen und gegebenenfalls kontrovers diskutiert werden müsse. Leider erschwerten Aussagen wie die von Tönnies die konstruktive Diskussion. Im August 2019 befasste sich außerdem der Ehrenrat des FC Schalke 04 mit Tönnies’ Äußerungen. Er stufte die Rassismusvorwürfe als „unbegründet“ ein, warf Tönnies in der offiziellen Mitteilung allerdings vor, „gegen das in der Vereinssatzung und im Leitbild verankerte Diskriminierungsverbot verstoßen zu haben.“
Clemens Tönnies entschuldigte sich nachträglich öffentlich für seine Aussage. Er „stehe als Unternehmer für eine offene und vielfältige Gesellschaft ein“. Sein Amt als Aufsichtsrat bei Schalke 04 legte Tönnies für drei Monate nieder, was unter Anhängern des Vereins als nicht ausreichend kritisiert wurde.

### Umgang mit Beschäftigten
Clemens Tönnies ist wiederholt aufgrund des hohen Anteils von Niedriglohn-Beschäftigten aus Südost- und Osteuropa in der Tönnies-Unternehmensgruppe und deren Arbeits- sowie Lebensbedingungen in die Kritik geraten. Clemens Tönnies versprach in der Vergangenheit mehrmals Verbesserungen für die Beschäftigten.

### Corona-Ausbruch (2020)
Im Juni 2020 ergaben behördlich angeordnete Massentests auf das SARS-CoV-2-Virus, dass sich im Tönnies-Stammwerk in Rheda-Wiedenbrück von etwa 7000 Tönnies-Werksmitarbeitern mindestens 1500 mit dem Virus infiziert hatten. Clemens Tönnies stand wegen des Ausbruchs massiv in der Kritik. Am 18. Juni 2020 demonstrierten Eltern mit ihren Kindern vor Clemens Tönnies’ Haus, da wegen der Infektionsgefahr Schulen und Kindergärten geschlossen wurden. Der schleswig-holsteinische SPD-Fraktionschef Ralf Stegner regte eine Haftstrafe für Clemens Tönnies an.
Mitgesellschafter und Neffe Robert Tönnies warf seinem Onkel die Gefährdung des Unternehmens und der Bevölkerung vor und forderte dessen Rücktritt aus der Geschäftsführung. Clemens Tönnies wiederum erklärte am 20. Juni bei einer Pressekonferenz, er wolle die Branche verändern. Wenig später wurde bekannt, dass Robert Tönnies seit Jahren vergeblich versucht hatte, Werkverträge im Unternehmen abzuschaffen und stattdessen Beschäftigte direkt anzustellen, dies jedoch am Widerstand von Clemens Tönnies scheiterte.
Martin Exner, Professor am Institut für Hygiene und Öffentliche Gesundheit an der Universität Bonn, untersuchte das Tönnies-Werk und kam zu der Einschätzung, dass zuvor nicht bekannt gewesen sei, dass die dort verbauten Belüftungsanlagen auch ansteckende Aerosole in Bewegung halten könnten. Die Staatsanwaltschaft Bielefeld stellte 2022 ihr Ermittlungsverfahren wegen des Anfangsverdachts der fahrlässigen Körperverletzung und Verstoßes gegen das Infektionsschutzgesetz ein.

### Vorgehen gegen Kritiker
In der Vergangenheit wurden sowohl Journalisten als auch Politiker und Aktivisten von Clemens Tönnies mit Klagen konfrontiert. 2020 etwa scheiterte Clemens Tönnies mit einer Unterlassungsklage gegen den Politiker Ralf Stegner. Tönnies wird vorgeworfen, Kritiker mit den Klagen juristisch zum Schweigen bringen zu wollen.

### Verhältnis zu Wladimir Putin
Fast 20 Jahre lang pflegte Tönnies ein freundschaftliches Verhältnis zu Wladimir Putin. Die langjährige Verbindung kam unter anderem über den russischen Schalke-Sponsor Gazprom zustande. Nach dem russischen Überfall auf die Ukraine 2022 distanzierte er sich von Putin und kritisierte ihn scharf. Tönnies’ Firmen wurden Kredite von über 100 Millionen Euro von russischen Staatsbanken gewährt, was 2023 kontrovers diskutiert wurde.

## Filme und Medien
- ARD Story: Die Schlachtfabrik – Wie Tönnies um seinen Ruf kämpft. 22. November 2021. (online)
- Podcast Tönnies & Tönnies von Clemens Tönnies und seinem Sohn Maximilian aus dem Jahr 2021